# Транспортна розв'язка

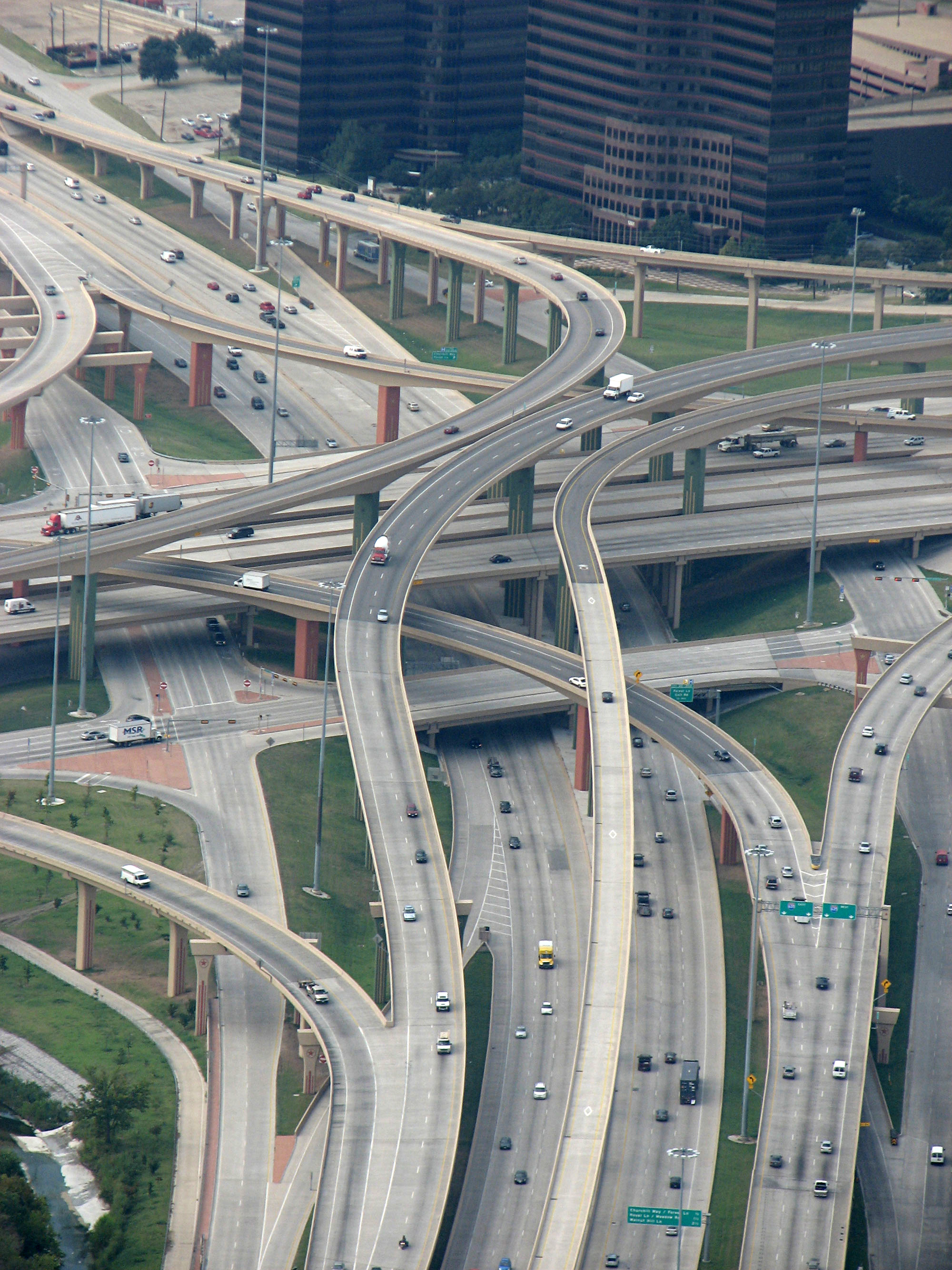
П'ятирівнева транспортна розв'язка. Даллас. США.

Транспортна розв'язка — інженерна споруда (або комплекс споруд), яка забезпечує можливість змінювати напрямки руху транспортних потоків у місцях їх примикань або пересічень. Транспортна розв'язка може влаштовуватись в одному, двох або більше рівнях.

## Класифікація

### Повні та неповні розв'язки
Транспортна розв'язка називається повною, якщо на ній відсутні конфліктні точки перетину потоків і за схемою організації лівоповоротного руху. При відсутності хоча б одного лівоповоротного з'їзду, розв'язка належить до неповних, оскільки на ній або не забезпечується рух в усіх напрямках, або є конфліктні точки перетину.

### Розв'язки між автомобільними дорогами з регульованим доступом

#### Розв'язки з чотирма напрямками

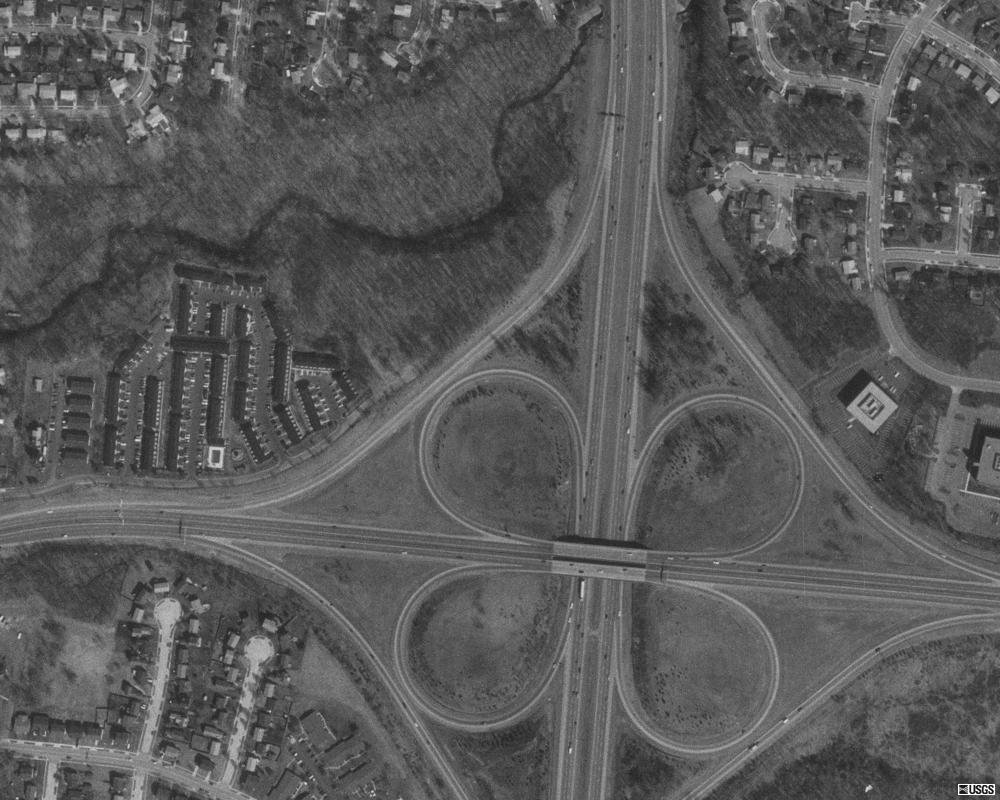
Типова розв'язка «Листок конюшини». Колумбус, США

##### Листок конюшини

Листок конюшини (англ. cloverleaf interchange, рос. Клеверный лист) —  дворівнева розв'язка з чотирма напрямками, у яких усі повороти ліворуч виконуються у вигляді петлеподібних з'їздів. Тобто, авто замість повороту ліворуч на 90° здійснює правий поворот на 270°.
Головними перевагами є те, що потрібен лише один міст (між головними перпендикулярними шляхами), який робить такі розв'язки недорогими за умови достатньої кількості землі, і також вони не потребують жодних світлофорів.
Основні недоліки — низька пропускна здатність і відчудження великих земляних площ. Зазвичай, така розв'язка не влаштовується у населених пунктах.

«Мальтійський хрест»

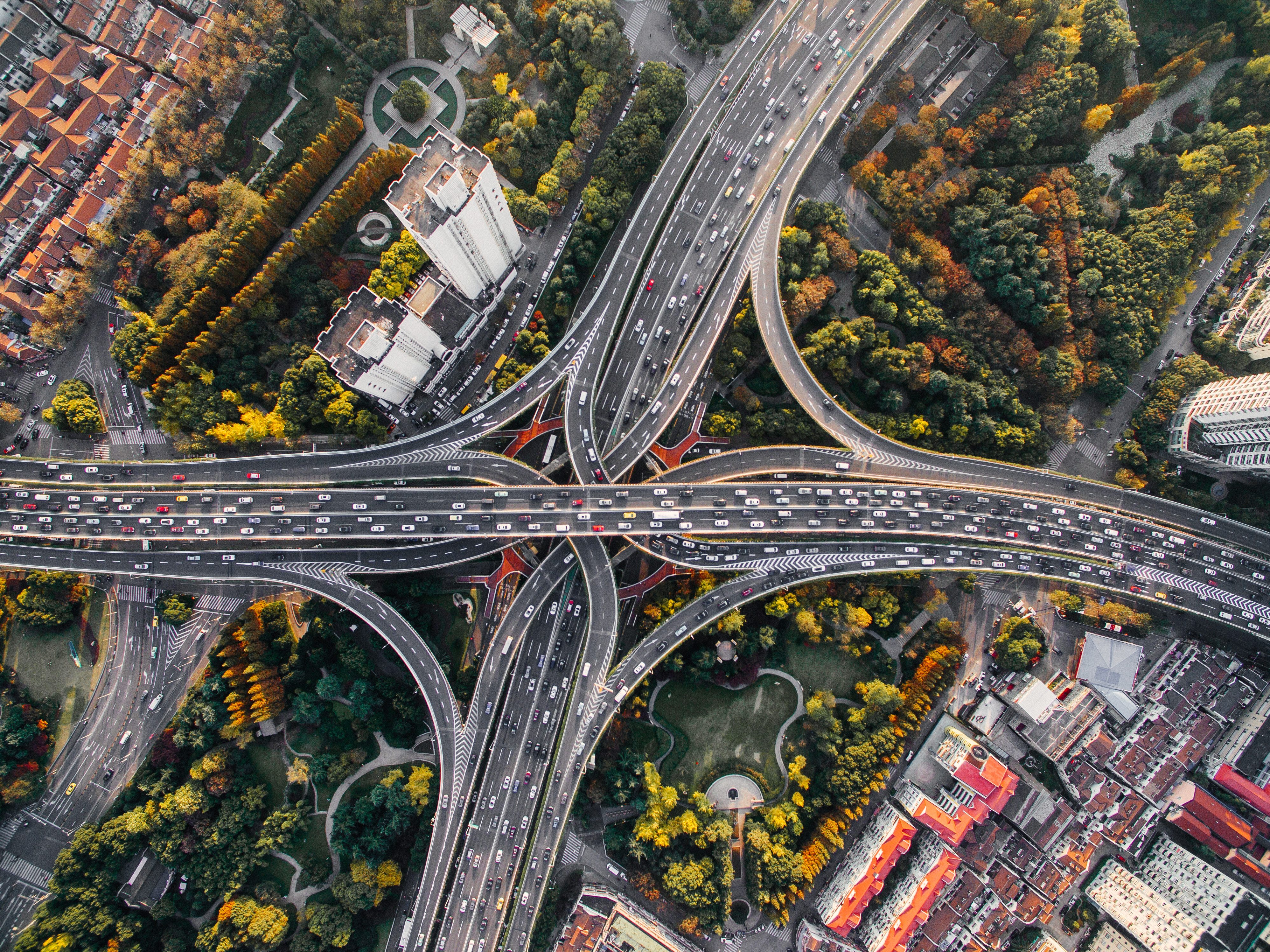
Багаторівнева розв'язка типу «Мальтійський хрест». Цзінань, Шанхай, Китай

##### Мальтійський хрест
Мальтійський хрест (англ. stack interchange, рос. мальтийский крест, нім. Malteserkreuz) — розв'язки між двома автомагістралями на чотирьох рівнях, у яких доступні і непрямий поворот ліворуч, і прямий поворот праворуч.

Листок конюшини з двома турбінними лівоповоротними рампами

##### Листок конюшини з двома турбінними з'їздами
Гібридний тип розв'язок (англ. cloverstack interchange), який обслуговує менш завантажені потоки за допомогою петлеподібних з'їздів, а інтенсивніші потоки — за допомогою перехресних з'їздів (як у мальтійському хресті).

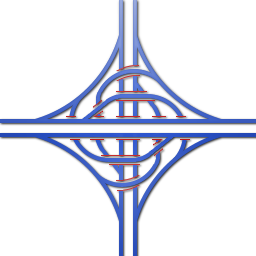
Дворівнева турбінна

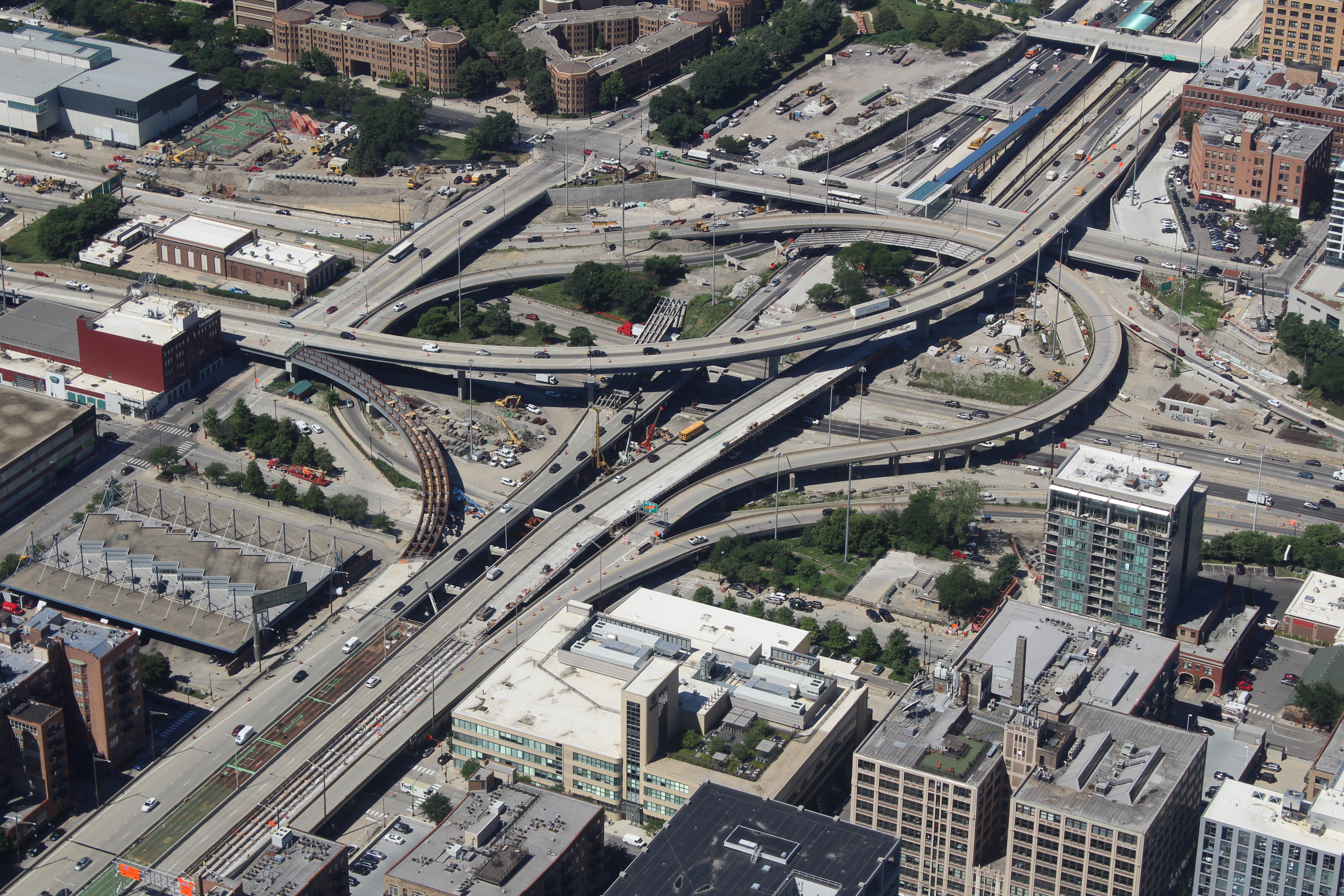
Турбінна розв'язка ім. Джейн Бірн. Чикаго, США (

##### Турбінна
Іншою альтернативою мальтійському хресту є турбінна розв'язка (англ. turbine interchange). Турбінна розв'язка потребує більше рівнів (зазвичай два або три), у той час з'їзди розташовуються навколо центру розв'язки у спіральному вигляді.

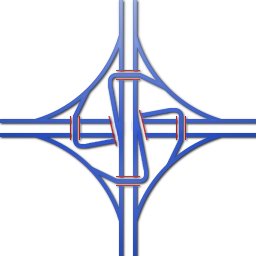
Вітряк

##### Вітряк
Розв'язка типу «вітряк» (англ. windmill interchange) схожа до турбінної, однак у неї більш гострі повороти, що зменшує розмір і пропускну здатність. Розв'язка названа за зовнішньою схожістю з лопатями вітряка.

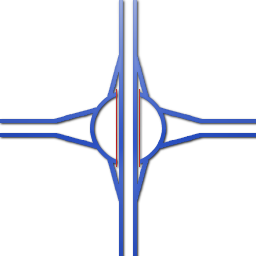
Дворівнева кільцева

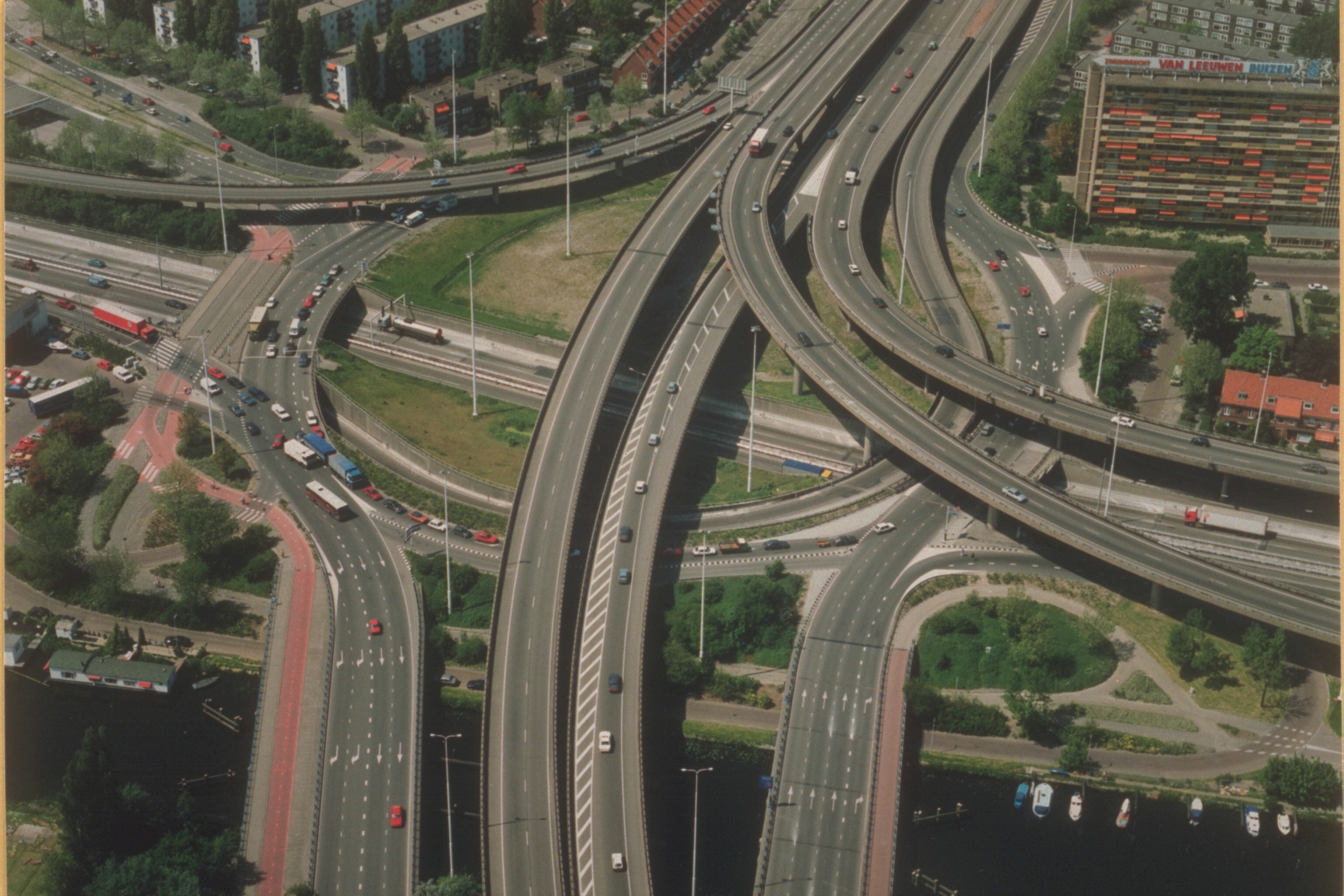
Складна кільцева розв'язка Kleinpolderplein у Роттердамі, Нідерланди (

##### Кільцева
Кільцева розв'язка у кількох рівнях (англ. roundabout interchange) — це звичайне кільце з однією (дворівнева) або обома (трьохрівнева) смугами, які проходяться пів чи над всією розв'язкою. З'їзди зі смуг перетинаються з кільцем на окремому рівні вище, нижче або посередині двох магістралей.

##### Гібридні розв'язки
Гібридні розв'язки використовують поєднання кількох типів розв'язок і є досить поширеними. Їхня конструкція може складатися з різних елементів розв'язок як петлеподібні з'їзди, перехресні з'їзди та кільця

#### Розв'язки з трьома напрямками

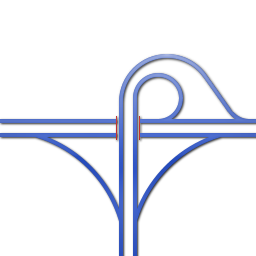
Трубоподібна

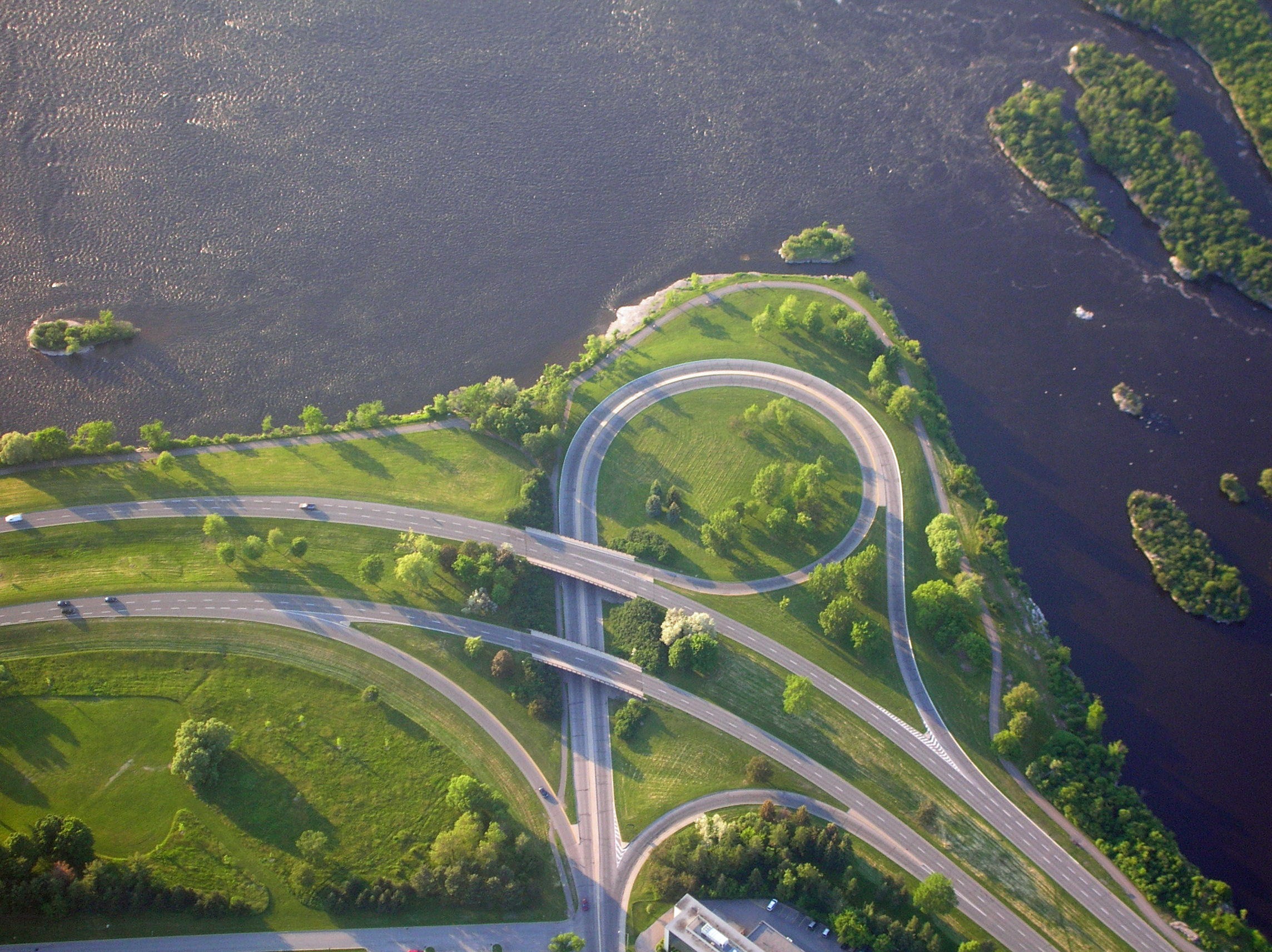
Трубоподібна розв'язка в Оттаві, Канада

##### Трубоподібна
Трубоподібні розв'язки (англ. trumpet interchange) застосовують у місцях, де одна дорога закінчується на перетині з іншою. Такі розв'язки потребують як мінімум одного петлеподібного з'їзду для потоків, які в'їжджають або покидають дорогу, що закінчується. Часто використовується на платних дорогах, бо весь транспортний потік, що в'їжджає та виїжджає з дороги концентрується в одному й тому ж місці.

##### Подвійна трубоподібна
Подвійні трубоподібні розв'язки іноді використовується у місцях, де платна дорога перетинається з іншою швидкісною дорогою. Також може знаходитись у місцях, де більшість транспортного потоку рухається в одному й тому ж напрямку.

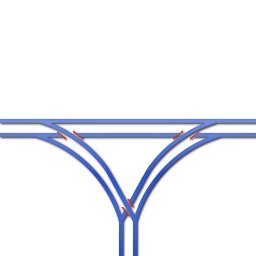
Повна Т-подібна

##### Повна Т-подібна
Повна Т-подібна розв'язка (англ. directional T interchange) зазвичай використовується, коли необхідна розв'язка з трьома напрямками для двох чи трьох автомагістралей, які перетинаються перпендикулярно або майже паралельно. Їхні з'їзди можуть пристиковуватися з правого або лівого боку магістралі залежно від напрямку та кута.

Неповна Т-подібна

##### Неповна Т-подібна
За аналогією з Т-подібною розв'язкою, неповна Т-подібна розв'язка (англ. semi-directional T interchange) використовує перехресні з'їзди у всіх трьох напрямках. Але, такий тип позбавлений основного недоліку повної Т-подібної розв'язки, оскільки у ньому відсутні деякі точки перетину, щоб уникнути з'їздів з та до потрібної смуги.
Такі розв'язки, як правило, безпечні та ефективні, хоча потребують більшої площі і є дорожчими за трубоподібні розв'язки.

##### Неповний листок конюшини
На відміну від звичайного листка конюшини, неповний листок конюшини зв'язує лише три напрямки замість чотирьох. В основному використовуються на місцях, де в майбутньому планується продовження будівництва дороги, і, як наслідок, добудування розв'язки до звичайного листка конюшини.

### Розв'язки між автомагістраллю і другорядною дорогою

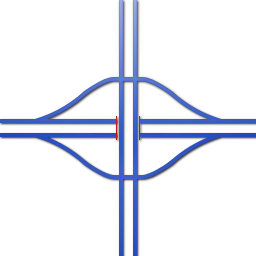
Ромб

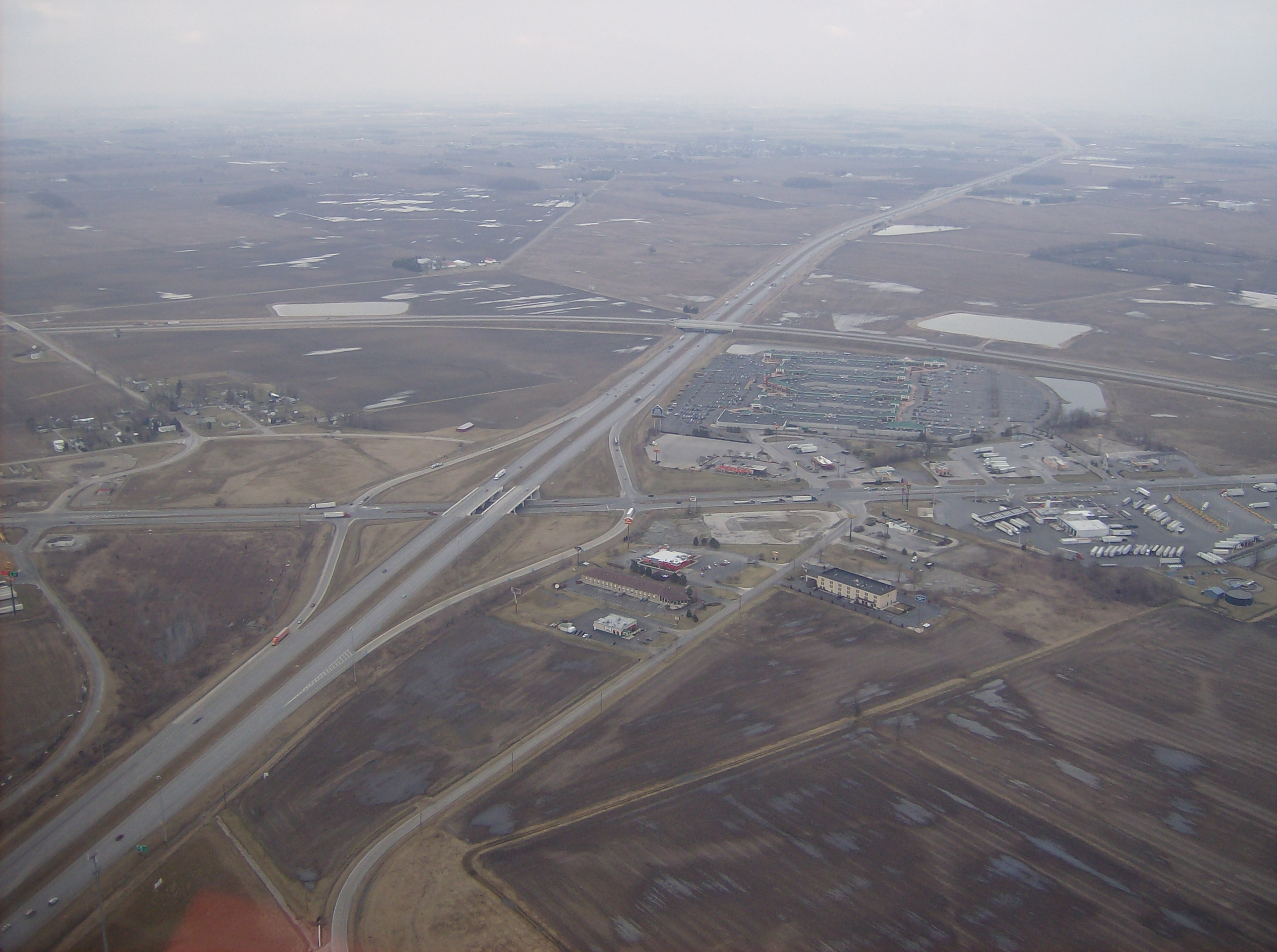
Ромбічна розв'язка у штаті Огайо, США (

#### Ромбічна
Розв'язка типу «ромб» (англ. diamond interchange) складається з чотирьох з'їздів, які виходять і входять в автомагістраль під малих кутом і перетинаються з другорядною дорогою під майже прямими кутами. Ці перетини з другорядною дорогою можуть облаштовуватися світлофорами або знаками «стоп».

##### Складений ромб

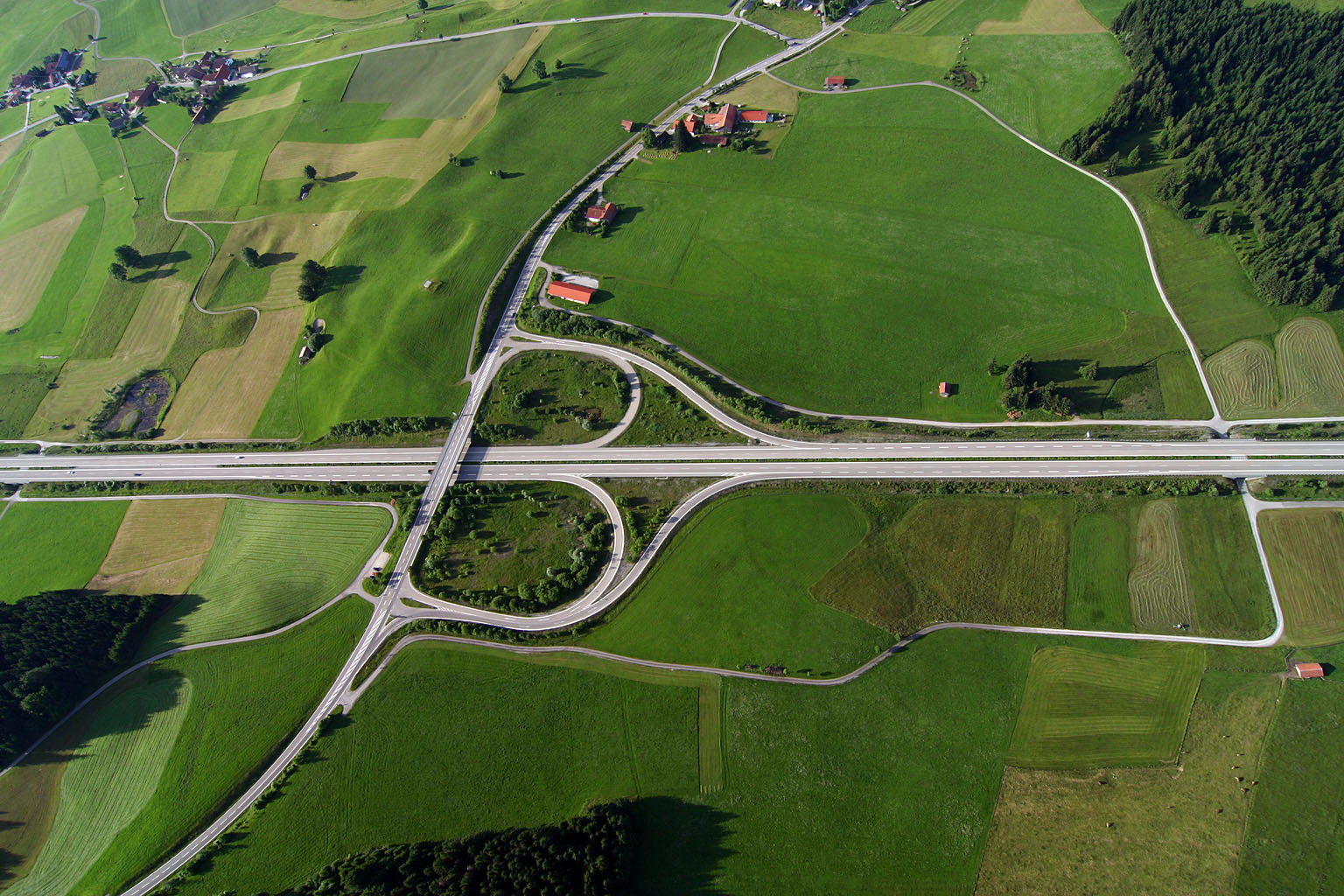
Складена ромбова розв'язка на автобані A7 (Німеччина)

Відрізняється від звичайної ромбічної розв'язки тим, що два з чотирьох з'їздів та/або заїздів мають вигляд петлі.

Гантеля

##### Гантеля
Розв'язка у формі гантелі (англ. dumbell interchange) схожа на ромбічну за винятком того, що в ній використовується пара кілець для з'єднання з'їздів з другорядною дорогою. Як правило, це підвищує ефективність розв'язки в порівнянні з ромбом.

Кістка

##### Кістка
Розв'язка у формі кістки (англ. dogbone interchange) схожа з гантелею, проте кільця не утворюють повне коло, а мають форму краплі. Це не перешкоджає нормальному руху транспорту, вилучені частини кільця забезпечували лише повний розворот з виїздом на протилежну смугу.

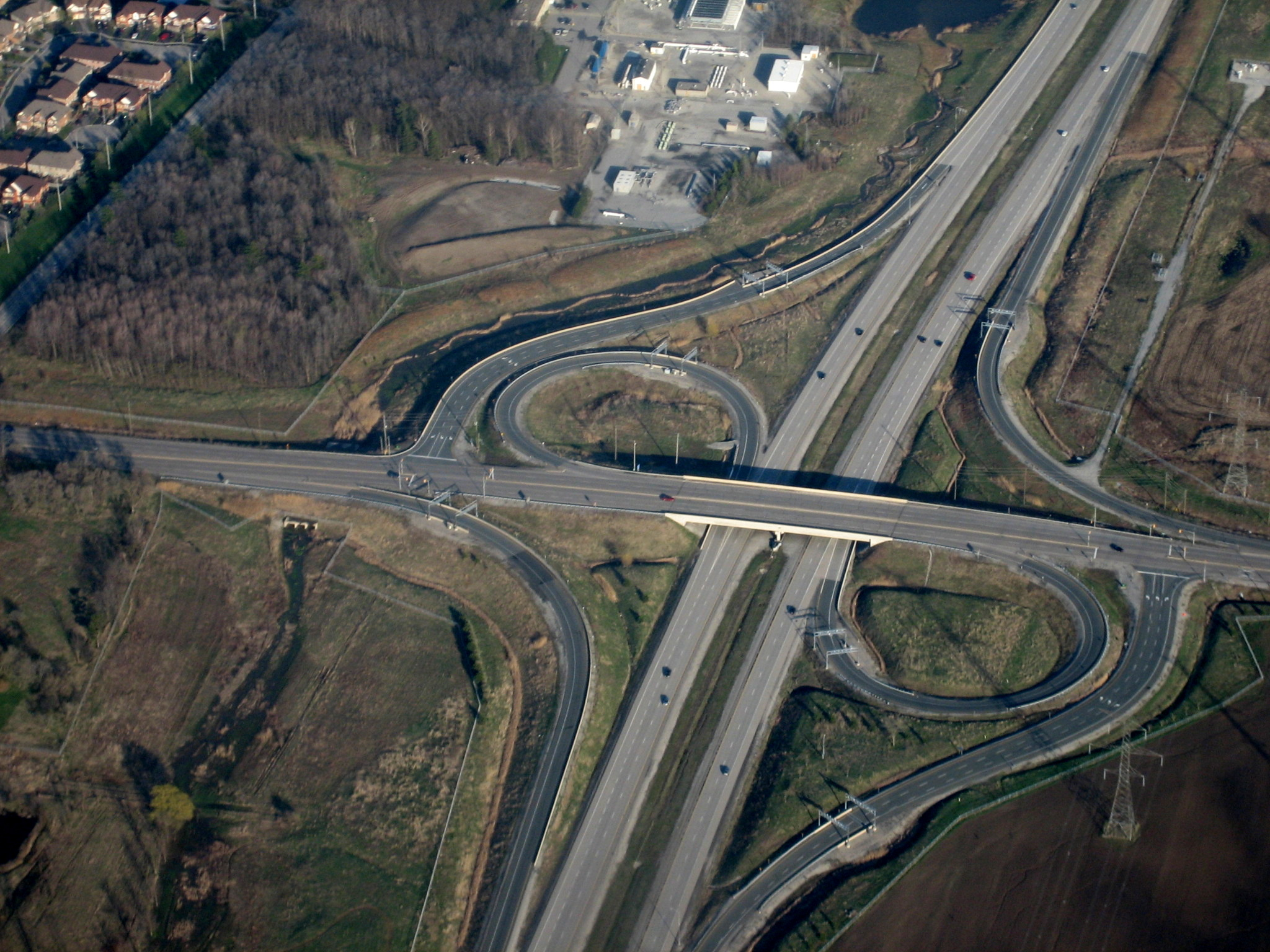
Розв'язка Parclo-A4 у провінції Онтаріо, Канада

##### Неповний листок конюшини / паркло
Паркло або неповний листок конюшини англ. parclo — partial cloverleaf interchange) — тип розв'язки, який включає чотири (Parclo-2A/2B) або шість з'їздів (Parclo-4A/4B), два з яких є петлеподібними. Зазвичай влаштовується на перетині автомагістралі з дорогою нижчої категорії.

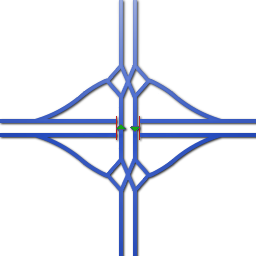
Розбіжний ромб

#### Розбіжний ромб
Розбіжний ромб (англ. diverging diamond interchange) є схожим до традиційної ромбічної розв'язки за винятком того, що смуги другорядної дороги перетинаються двічі на кожній стороні магістралі. Це дозволяє всім входам і виходам на автомагістраль уникати перетину зустрічного потоку.

Світлофорно-тунельна

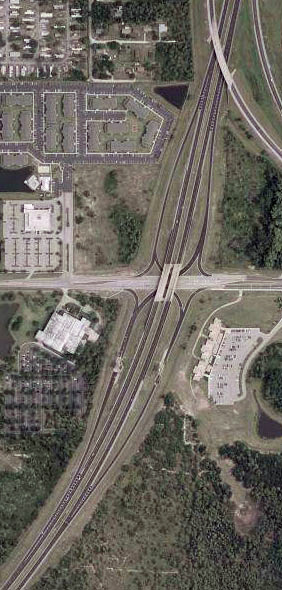
Світлофорно-тунельна розв'язка у Флориді, США. Демонтована на початку 2010-х.

#### Світлофорно-тунельна
Світлофорно-тунельна розв'язка (англ. single-point urban interchange) є модифікацією ромбічної розв'язки, у ній з'їзди зустрічаються в одній точці. Така конструкція вимагає одного набору світлофорів, що підвищує її ефективність і пропускну здатність.

##### Інші / гібридні розв'язки
Гібридні розв'язки складаються з елементів ромбічної та неповної конюшиноподібної розв'язок.
Одна з форм кільцевої розв'язки може використовуватися з з'єднання автомагістралі з другорядною дорогою.
Трирівнева ромбічна розв'язка висотою в три рівні з трьома з'їздами через чотири перехрестя.

### Неповні розв'язки
Деякі розв'язки можуть не мати деяких елементів, тобто рух можливий не в усіх напрямках. Зазвичай використовуються в місцях, де рух в недоступному напрямку виконується на іншій розв'язці або перехресті неподалік. Найбільш популярними серед неповних розв'язок є неповна трубоподібна.

### Розв'язки двох другорядних доріг

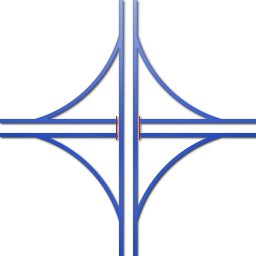

Неповна ромбічна розв'язка

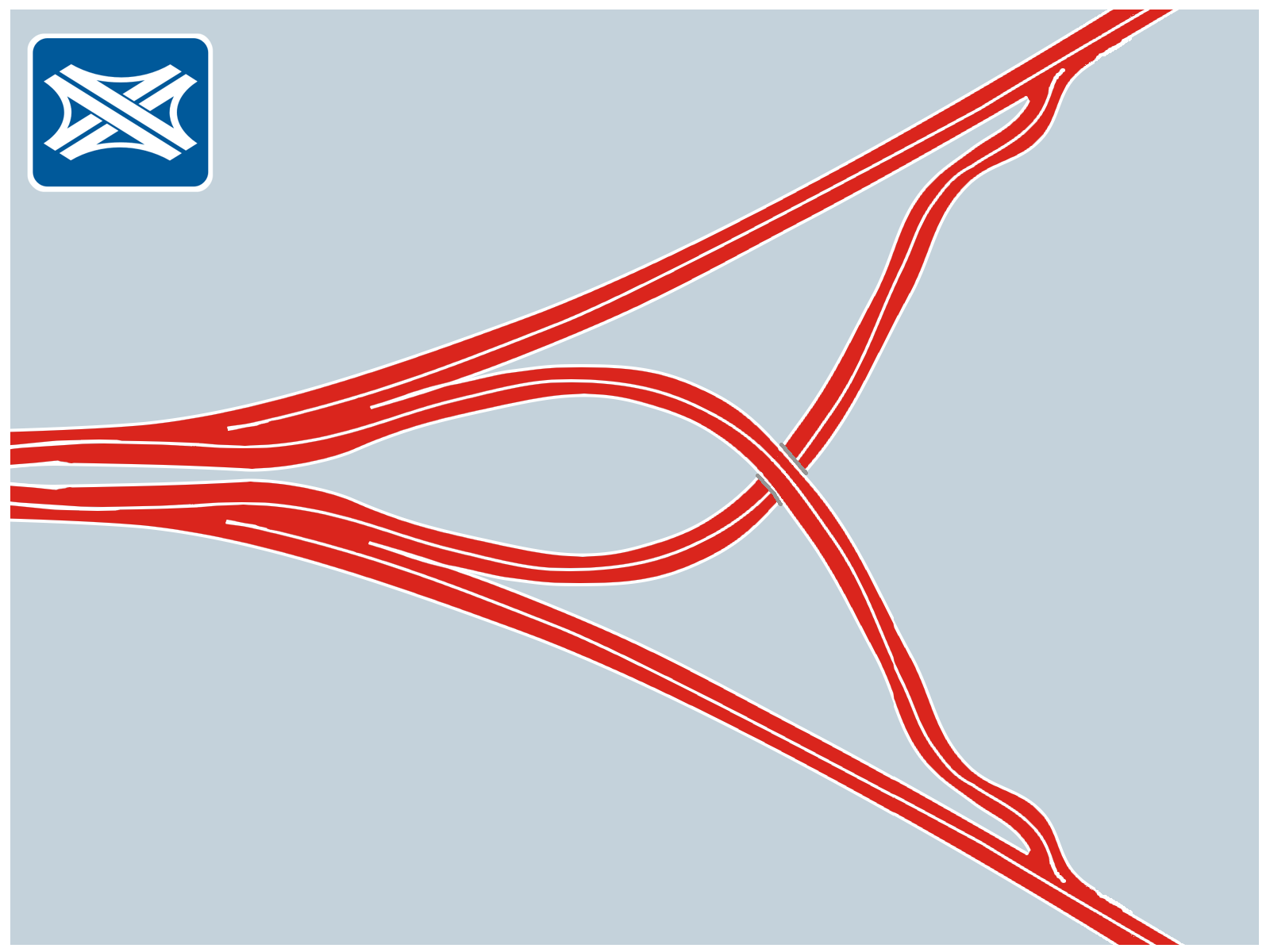

Розв'язка між двома другорядними дорогами

На такій розв'язці відсутні конфліктні точки перетину лише між самими дорогами. При цьому з'їзд на іншу дорогу відбувається через перехрестя.

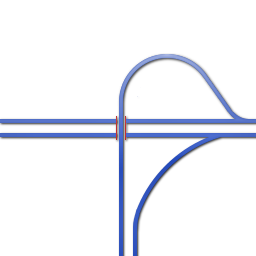
Неповна трубоподібна розв'язка

Виноски
1. ↑  У технічній літературі таку розв'язку часто називають «накопичувальна», що пішло від перекладу з російської терміну «накопительная». А російський термін утворився від невірного перекладу з англійської «Stack Interchange». Слово «Stack» тут має зміст «стопка», тому що при погляді на чотирирівневу розв'язку зі сторони вона виглядає як стопка з трьох шляхопроводів — один на одному.